# Livin' on a Prayer
«Livin' on a Prayer», en español: (en español: «Viviendo de una plegaria») es una canción interpretada por la banda estadounidense de rock Bon Jovi, lanzada como segundo sencillo de su tercer álbum de estudio Slippery When Wet (1986). Fue publicado por la empresa discográfica Mercury Records el 20 de octubre de 1986. La canción fue escrita por los miembros de la banda, el vocalista Jon Bon Jovi y el guitarrista principal Richie Sambora en colaboración con Bernard Hallez.
La canción llegó a la cima de las listas mundiales, incluyendo el Billboard Hot 100 en los Estados Unidos, convirtiéndose en la segunda canción del álbum (después de «You Give Love a Bad Name») en encabezar la lista estadounidense. De acuerdo con Nielsen SoundScan, «Livin' on a Prayer» es una de las 200 canciones con mayores descargas digitales en los Estados Unidos, con 3.4 millones de copias vendidas hasta noviembre de 2013. El sencillo es una de las canciones más populares durante la década de los 80, siendo considerada una de las canciones insignia de la banda. Además, fue catalogada como la mejor canción de los 80 por la cadena estadounidense VH1. Esta canción también aparece en el videojuego musical Guitar Hero World Tour y Rock Band 2.

## Historia
Después de los semiéxitos de sus dos primeros discos, "Bon Jovi" y "7800º Fahrenheit", la banda buscaba crear un álbum definitivo que sacara todo el talento que llevaban dentro y les proporcionara un nombre dentro del mundo de la música, ya que para muchos artistas, el tercer disco es crucial en sus carreras.
En aquella época, la banda estaba comenzando a dar sus primeros pasos, eran jóvenes y buscaban el éxito comercial. Para lograr dicho éxito, contaron con la ayuda del reputado compositor y productor Desmond Child. Junto a él, compusieron You Give Love a Bad Name, Without Love y Livin' On A Prayer. Esta última fue, sin duda, la más exitosa, por encima incluso de You Give Love a Bad Name y de la emblemática Wanted Dead or Alive.
Este tema ha alcanzado tanta popularidad que la banda la interpreta frecuentemente en versión acústica. En total existen tres versiones, la original de 1986, una acústica de 1994 y una a dueto con Olivia d'Abo del 2003.
Además, este tema aparece en el videojuego Guitar Hero World Tour.

## Livin' On A Prayer: un éxito difícil de interpretar
Durante la gira de promoción de "Slippery When Wet", en 1987, los integrantes de Bon Jovi comenzaron a desgastarse por la carga excesiva de trabajo y el gran número de conciertos alrededor del mundo. Esto afectó principalmente a Jon Bon Jovi, quien, a mediados de ese año, comenzó a presentar problemas con la voz, por lo cual el resto de la banda procuraba cubrir a Jon en las partes difíciles de cada canción, sobre todo en Livin' On A Prayer, en la cual la banda llegó a utilizar uno de los recursos más repudiados del mundo de la música, el playback, aunque, en realidad, solo recurrían a este recurso en el coro del tema, ya que el cansancio y desgaste se extendió al resto de la agrupación. Esta misma situación se presentó varios años después, cuando finalizaban la gira New Jersey Syndicate Tour, en 1989, lo cual casi los llevó a la desintegración. Desde noviembre de 1988 la banda interpreta la canción en vivo medio tono abajo. Actualmente debido al desgaste de la voz de Jon el resto de la banda cubre los coros, pues él actualmente es incapaz de alcanzar las notas altas.

## Vídeo musical
El videoclip de Livin' On A Prayer fue dirigido por Wayne Isham. En él, muestra a la banda preparándose y haciendo pruebas de sonido, antes de un concierto. En el vídeo oficial, esta primera parte transcurre en blanco y negro. A mitad del vídeo, el público aparece y la banda continúa interpretando el tema, esta vez a todo color.
El vídeo fue grabado en el Auditorio Olímpico de Los Ángeles (California).

## Curiosidades
- Inicialmente, Livin' On A Prayer, no iba a formar parte del tercer disco de la banda, ya que a Jon Bon Jovi no le parecía lo suficientemente buena; pero Richie Sambora, guitarrista de la banda, lo convenció del potencial del tema.

- Fue el primer tema en el que Richie Sambora, guitarrista de la banda, usa un efecto comúnmente conocido como "tubo de vidrio" utilizando el talk box, un dispositivo de efectos de sonido que permite modificar el sonido que tiene un instrumento musical, el cual fue usado anteriormente por Peter Frampton en su éxito "Show Me The Way".

- Jon Bon Jovi dejó de cantar las notas altas de esta canción en 1988, ya que le costaba trabajo alcanzarlas y a largo plazo le hacía enfermarse, por lo cual Richie Sambora y David Bryan se encargan de ello desde entonces.

- Jon & Richie interpretaron el tema en su primera versión acústica en los MTV Video Music Awards de 1989. Hicieron un medley con Wanted Dead or Alive, conocido como "89's Player & Wanted" a los productores Bob Small y Jim Burns les gusto mucho el cambio de instrumentos y el sonido acústico dando como resultado de esta presentación los MTV Unplugged

- En «99 in the Shade» (New Jersey), «Lie to Me», «Something for the Pain» (These Days) e «It's My Life» (Crush), la banda hace referencia a Tommy y Gina, personajes protagonistas de «Livin' on a Prayer», excepto en «Something for the Pain», donde solo hace referencia a Tommy, sin embargo, Something For The Pain ha provocado muchas críticas sobre la letra, en la que incluso podría no tratarse sobre Tommy, ya que la letra tiene doble sentido y llegando a considerarse una canción que hable sobre un adicto a la heroína y su relación con dicha sustancia en lugar de que hable sobre Tommy, aunque el propio Jon Bon Jovi había dicho que la canción trataba sobre una pareja en crisis existenciales y sentimentales.

- Fue el tema electo por el público en internet para que la banda lo interpretara en vivo en la premiación de los Grammy Awards 2010.

- Apareció en el 4.º capítulo de la 3.ª temporada de la serie británica Skins.

- El capítulo "One Fall" de la séptima temporada de la serie Cold Case empieza con esta canción, curiosamente el niño que aparece allí se llama "Timmy" una variación de "Tommy".

- En el sexto capítulo de la segunda temporada de la serie estadounidense Glee, las mujeres hacen un Mash-Up de la canción junto a Start Me Up de The Rolling Stones.
- Los dos protagonistas de la letra esta canción, Gina y Tommy son mencionados en la canción It's my Life, más concretamente en el verso: For Tommy and Gina, who never backed down.

## Miembros
- Jon Bon Jovi - voz principal y coros
- Richie Sambora - guitarra eléctrica, talk box y coros
- David Bryan - sintetizadores, piano y coros
- Alec John Such - bajo y coros
- Tico Torres - batería y cimbalos

## Posicionamiento en listas y certificaciones
| Lista (1986–87)                         | Mejor posición |
| --------------------------------------- | -------------- |
| Alemania (Media Control AG)             | 20             |
| Australia (Kent Music Report)           | 3              |
| Bélgica (Flandes) (Ultratop 50)         | 3              |
| Canadá (RPM)                            | 1              |
| España (AFYVE)                          | 6              |
| Estados Unidos (Billboard Hot 100)      | 1              |
| Estados Unidos (Mainstream Rock Tracks) | 1              |
| Finlandia (Finland's Official List)     | 16             |
| Irlanda (IRMA)                          | 4              |
| Noruega (VG-lista)                      | 1              |
| Nueva Zelanda (Recorded Music NZ)       | 1              |
| Países Bajos (Dutch Top 40)             | 2              |
| Reino Unido (UK Singles Chart)          | 4              |
| Reino Unido (UK Rock Chart)             | 1              |
| Suecia (Sverigetopplistan)              | 2              |
| Suiza (Schweizer Hitparade)             | 12             |

| País                     | Organismo certificador | Certificación | Ref.   |
| ------------------------ | ---------------------- | ------------- | ------ |
| Australia                | ARIA                   | 7× Platino    | [ 18 ] |
| Canadá                   | CRIA                   | Oro           | [ 19 ] |
| Italia                   | FIMI                   | Platino       | [ 20 ] |
| Japón (sencillo digital) | RIAJ                   | Platino       | [ 21 ] |
| Estados Unidos           | RIAA                   | 3× Platino    | [ 22 ] |
| Reino Unido              | BPI                    | 3× Platino    | [ 23 ] |

### Sucesión en listas
| Anterior: «My Baby» de The Pretenders                   | Mainstream Rock Tracks — Sencillo número uno 31 de enero de 1987—13 de febrero de 1987 | Siguiente: «Midnight Blue» de Lou Gramm                |
| Anterior: «Open Your Heart» de Madonna                  | Billboard Hot 100 — Sencillo número uno 14 de febrero de 1987—7 de marzo de 1987       | Siguiente: «Jacob's Ladder» de Huey Lewis and the News |
| Anterior: «Touch Me (I Want Your Body)» de Samantha Fox | RPM Top Singles — Sencillo número uno 14 de marzo de 1987—21 de marzo de 1987          | Siguiente: «Nothing's Gonna Stop Us Now» de Starship   |